# Ilona Novák
Ilona Novák (n. 16 mai 1925, Budapesta, Regatul Ungariei – d. 14 martie 2019, Budapesta, Ungaria) a fost o înotătoare maghiară, medaliată olimpică. A participat la 2 ediții ale Jocurilor Olimpice (1948, 1952) în care a câștigat o medalie de aur.